# 陸上自衛隊研究本部
陸上自衛隊研究本部（りくじょうじえいたいけんきゅうほんぶ、JGSDF Ground Research and Development Command:GRD）は朝霞駐屯地に所在していた防衛大臣直轄の機関のひとつ。自衛隊法（昭和29年法律第165号）第24条第2項（前項に規定するもののほか、陸上自衛隊の機関として研究本部及び補給統制本部を、海上自衛隊又は航空自衛隊の機関として補給本部を置くことができる。）に根拠を有する。陸上自衛隊教育訓練研究本部の新編に伴い、2018年3月26日付をもって廃止。

## 概要及び任務
科学技術の進歩に伴う装備の高性能化や高度化･複雑化する陸上戦闘の様相に対応していくため、各職種学校の研究部門を集約、2001年3月に発足した。陸上自衛隊の防衛計画・部隊運用・装備・教育訓練・運用解析等についての調査研究を行う。イラク人道復興支援部隊派遣に際して得られた情報等を主に分析したのは、この機関である。

## 沿革
- 2001年（平成13年）3月27日：

1. 幹部学校研究部を母体に各職種学校の運用研究部門等を機能統合し「研究本部」を新編。
2. 富士学校装備開発実験隊を母体に各職種学校の装備研究部門を機能統合し新編された「陸上自衛隊開発実験団」を隷下に編合。

- 2008年（平成20年）3月26日：通信団隷下の中央システム管理隊を「システム開発隊」に再編し、隷下に編合。
- 2018年（平成30年）3月26日：廃止（後述）。

## 廃止時の編成
- 企画室（室長は幹事が兼務）
  - 研究開発企画官（1佐（一））：企画室の事務を担当
  - 企画調整官（1佐（二））：研究開発企画官を補佐
- 総務部（部長：事務官）
  - 総務課（課長：1佐（三））
  - 管理課
- 総合研究部（部長は陸将補、各課長は1佐（二）、特殊武器研究官及び主任研究開発官・研究員は1佐（二）～（三））
  - 第1研究課：防衛計画、部内事務に関する調査研究を担当
  - 第2研究課：部隊編成及び部隊運用に関する調査研究を担当
    - 特殊武器研究官：核、生物、化学兵器への対処に関する調査研究を担当

  - 第3研究課：装備品に期待する性能等の調査研究を担当
  - 第4研究課：部隊の教育訓練に関する調査研究を担当
  - 第5研究課：運用解析に対する調査研究を担当
    - 総括主任研究官：運用解析に関する調査研究及び研究に従事する研究員の指導を担当

  - 分析企画官（事務官）：運用解析に関する事務のうち特定の重要な事項を担当
  - 主任研究開発官：調査研究及び研究員の指導を担当
  - 研究員：調査研究を担当
- 教訓センター(CGLL)：海外派遣や演習、米軍からもたらされる教訓の収集・分析及び教訓データベースの運用を担当
- 陸上自衛隊開発実験団（富士駐屯地）：装備研究等を担当
- システム開発隊（市ヶ谷駐屯地）

## 歴代の本部長
| 代 | 氏名     | 在職期間                        | 出身校・期 | 前職                                           | 後職                         |
| -- | -------- | ------------------------------- | ---------- | ---------------------------------------------- | ---------------------------- |
| 01 | 竹田治朗 | 2001年03月27日 - 2003年03月26日 | 防大13期   | 陸上自衛隊幹部候補生学校長 兼 前川原駐屯地司令 | 第11師団長                   |
| 02 | 寺尾憲治 | 2003年03月27日 - 2005年03月28日 | 防大14期   | 第10師団長                                     | 退職                         |
| 03 | 竜野邦明 | 2005年03月28日 - 2006年08月04日 | 防大15期   | 技術研究本部技術開発官 （陸上担当）            | 退職                         |
| 04 | 山口昇   | 2006年08月04日 - 2008年12月01日 | 防大18期   | 防衛研究所副所長                               | 退職                         |
| 05 | 師富敏幸 | 2008年12月01日 - 2011年04月27日 | 防大20期   | 第14旅団長                                     | 退職                         |
| 06 | 中川義章 | 2011年04月27日 - 2013年08月22日 | 東京大学   | 第1師団長                                      | 退職                         |
| 07 | 松尾幸弘 | 2013年08月22日 - 2015年08月04日 | 防大24期   | 第8師団長                                      | 退職                         |
| 08 | 太田牧哉 | 2015年08月04日 - 2017年08月01日 | 防大26期   | 第7師団長                                      | 退職                         |
| 末 | 岩谷要   | 2017年08月01日 - 2018年03月26日 | 防大28期   | 第4師団長                                      | 陸上自衛隊教育訓練研究本部長 |

## 教育訓練研究本部への改編
陸上自衛隊研究本部及び陸上自衛隊幹部学校は平成29年度末をもって廃止のうえ、目黒駐屯地において陸上自衛隊教育訓練研究本部として統合再編成された。
教育訓練研究本部においては現在の研究本部及び幹部学校の任務のほか、陸上自衛隊の各職種学校の運営を統制（ただし、業務系統上の統制であり指揮系統上の統制ではない（陸上自衛隊の新体制）。）する任務が付加される（航空自衛隊航空教育集団と同様の編成）。なお、隷下部隊のうちシステム開発隊は研究本部隷下から同時期新編のシステム通信団直轄に編成替えされた。